# Geocaching

Simbolo internazionale del geocaching

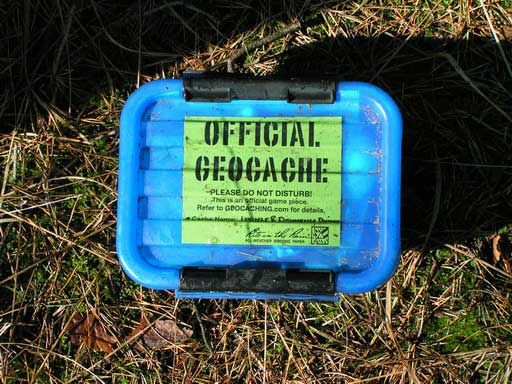
Una cache

Il Geocaching ([ 'dʒiːoʊ̯kæʃɪŋ ]), termine derivato dal greco antico γῆ gē ("terra") e dall'inglese cache ("nascondiglio, oggetto segreto"), è un tipo di caccia al tesoro, che ha iniziato a diffondersi all'inizio degli Anni 2000, in cui i partecipanti, detti "geocacher", usano un ricevitore GPS per nascondere o trovare dei contenitori di differenti tipi e dimensioni. Questi contenitori sono chiamati geocache o più semplicemente cache. 
Una cache è solitamente un contenitore impermeabile di varie dimensioni che contiene un registro (chiamato logbook) e, se le dimensioni lo consentono, piccoli articoli commerciali. Il geocacher, dopo aver trovato il cache e firmato il logbook, deve documentare la sua ricerca riuscita sulla pagina online dedicata al cache stesso. Le cache vengono quindi nascoste nuovamente nel luogo in cui erano state precedentemente trovate.
È essenziale nell'intero processo di ricerca, ritrovamento e firma che il geocacher non si faccia notare da altre persone presenti (chiamate in gergo "babbane") per evitare che la cache venga compromessa.

## Storia
Il geocaching nasce con il nome di "GPS Stash Hunt" il 2 maggio 2000, il giorno dopo che l'amministrazione del presidente degli Stati Uniti Bill Clinton aveva rimosso il Selective Availability, ossia la funzionalità che disturbava i GPS civili compromettendone la precisione, portando l'errore dai 100 metri ai 10 metri.
Per provare la precisione della sua unità GPS, un cittadino statunitense di nome Dave Ulmer si è recato nelle colline intorno a Portland, dove ha nascosto un contenitore (il primo "stash") contenente libri, videocassette e un bloc notes con una penna. Ha poi inviato le coordinate del nascondiglio sul newsgroup "sci.geo.satellite-nav", insieme a un messaggio dal titolo "The Great GPS Stash Hunt" che spiegava la logica della sua idea. L'idea è stata talmente apprezzata che in pochi giorni i frequentatori del gruppo hanno iniziato a creare nuovi stash negli Stati Uniti e dopo circa un mese veniva nascosto il primo in Australia. La prima geocache italiana è stata nascosta il 27 aprile 2001 in Sicilia.
Il 6 maggio 2000 Mike Teague trova il contenitore e ne firma il logbook. Entusiasta dell'idea, sempre sullo stesso newsgroup, annuncia la creazione di una pagina web dove raccogliere le informazioni sugli stash e sui ritrovamenti. Con la diffusione del gioco, il 15 maggio 2000, James Coburn crea su eGroups (che diventò Yahoo! Groups) una mailing list chiamata "GPSStash" e la annuncia sul newsgroup.
Il 30 maggio 2000 Matt Stum lascia un messaggio all'interno della mailing list nel quale propone il cambio del nome da "stash" a "cache" suggerendo anche "geocaching" come nome del gioco. La sua idea è di utilizzare un termine legato al "passato", a quando gli esploratori nascondevano contenitori (le cache, appunto) con cibo e rifornimenti, in modo che al ritorno li potessero trovare. Alcuni di questi contenitori per la loro sopravvivenza divennero pubblici e altri esploratori li usavano prendendo quello che serviva e lasciando quello che poteva servire ad altri. Il termine "cache" richiama anche l'aspetto tecnologico del gioco.
Il 2 settembre 2000 Jeremy Irish annuncia di avere registrato il dominio "geocaching.com", un sito dedicato esclusivamente a questa nuova attività.

## Funzionamento del gioco
Il geocaching è un'attività che si pratica sia su internet che all'aperto (cache mistery possono essere risolte online e poi cercate mentre in caso di assenza di segnale le liste di tutte le cache pubblicate possono essere scaricate offline). Chiunque voglia parteciparvi deve, prima di tutto, avere accesso alla rete, in modo tale da potersi registrare su uno dei siti che forniscono le informazioni necessarie a questo gioco. Il più diffuso è il sito omonimo.
Gli "hider", ossia i partecipanti al gioco che nascondono le geocache, devono pubblicare su tale sito sia le coordinate (longitudine e latitudine) in cui si trova il contenitore, rilevate accuratamente con un ricevitore GPS, sia una descrizione del luogo, il tutto accompagnato da eventuali suggerimenti. Questi sono spesso necessari in quanto la precisione del GPS difficilmente scende al di sotto del 3-4 metri e all'errore della propria unità bisogna anche sommare quella dell'unità di chi l'ha nascosta. Per ogni cache nascosta esiste sul sito ufficiale una specifica pagina web con le caratteristiche, la descrizione, eventuali aiuti ("hint"), alcune foto o immagini, ecc. ecc.
I "seeker", ossia gli utenti che vogliono cimentarsi nel ritrovamento delle geocache, possono accedere al sito web, acquisire le coordinate della o delle cache che intendono cercare e, dotati a loro volta di un ricevitore GPS, mettersi alla ricerca del contenitore. Una volta ritrovato, il geocacher deve seguire le semplicissime regole del gioco: riporta nel logbook il proprio ritrovamento e, qualora lo volesse, può prendere un oggetto dal contenitore, ma in quel caso deve lasciarne uno proprio. In questo modo i contenuti delle cache cambiano a ogni visita.
Solo dopo avere trovato il tesoro è possibile riportare sulla pagina della geocache il proprio ritrovamento, cercando, se possibile, di corredarlo di foto e, magari, di altre annotazioni che possono eventualmente fornire indicazioni a chi l'ha nascosto (e magari anche a chi lo vuole cercare). Ad esempio è molto importante riportare se il contenitore non si trova in buono stato, se non è più protetto, se il logbook sta per finire o altre annotazioni. In questo modo le pagine web dedicate alle varie cache si arricchiscono anch'esse via via di commenti, foto, segnalazioni, e così via.
Ogni ritrovamento registrato, infine, contribuisce a incrementare un contatore associato a ogni utente, in modo da avere sempre sotto controllo il numero di cache rinvenute. Indicativamente, i geocacher più appassionati del mondo hanno al loro attivo oltre il migliaio di ritrovamenti.

## Le geocache e il contenuto

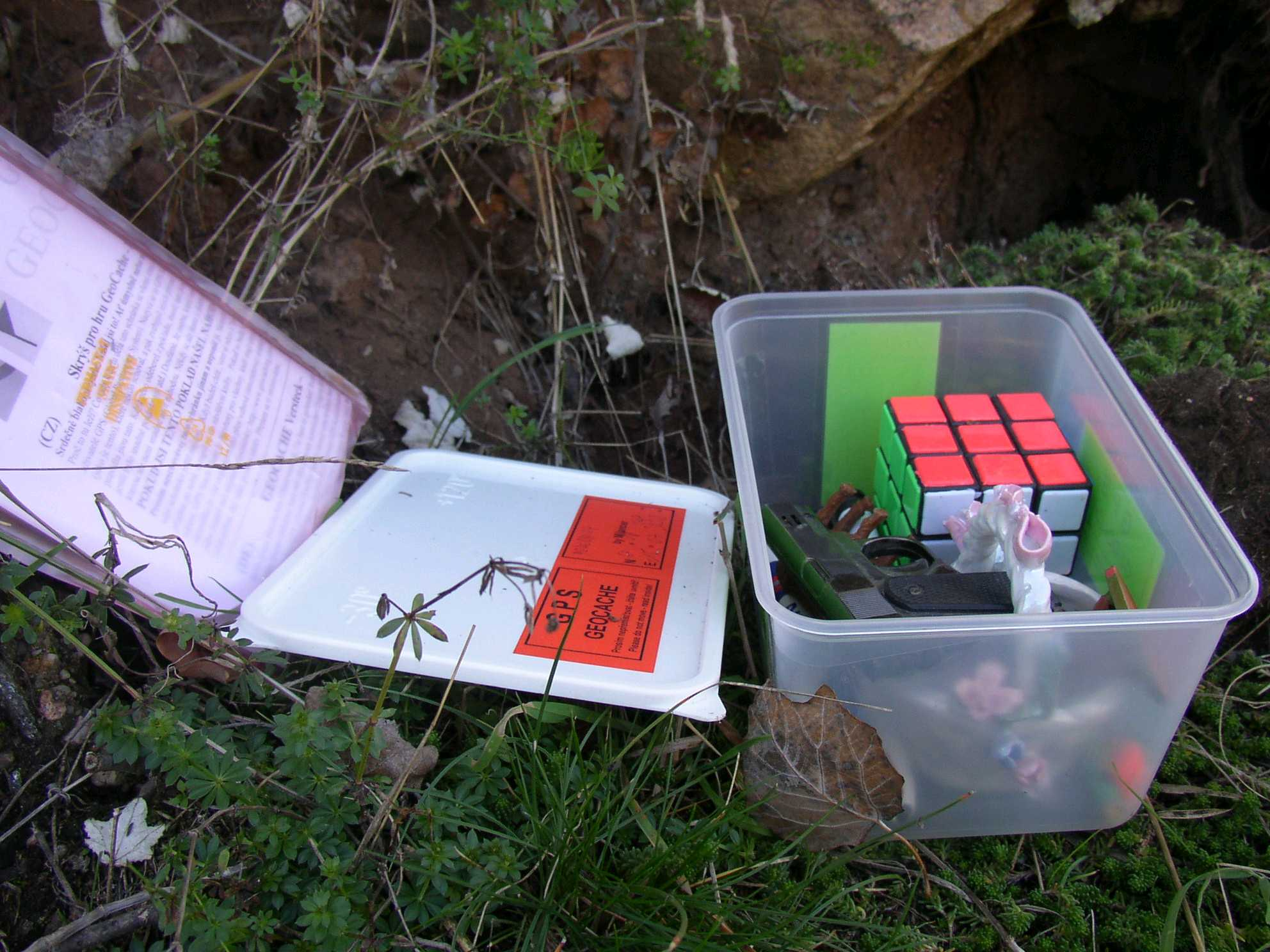
Il contenuto di una geocache

Non vi sono regole sulla dimensione delle cache: se ne possono infatti trovare delle dimensioni più disparate. Quelle enormi, tipo i bidoni della vernice o anche barili, posti in caverne o deserti, quelle più normali realizzate, ad esempio, con i contenitori in plastica da frigorifero. Vi sono poi quelle molto piccole, fatte con i porta rullini di pellicola fotografica o scatoline di chewingum o caramelle, spesso nascoste nei buchi di muri, e che possono contenere solo oggetti quali biglie o monetine e infine ci sono le cache di pochi centimetri (chiamate "micro-cache"), sovente magnetiche, che contengono solo il logbook sotto forma di foglietto arrotolato, che sono le più adatte per i frequentati centri cittadini.
Non esistono limiti alla fantasia anche per quanto concerne le tecniche di camuffamento delle geocache, utilizzate con il fine di renderne difficile un eventuale ritrovamento casuale. I geocacher più appassionati dipingono o modellano i propri contenitori in modo che siano perfettamente integrati nel luogo in cui vengono nascosti.
Gli oggetti che si ritrovano nelle cache sono in genere di scarso valore: portachiavi, monetine, gettoni, piccoli giochi per bimbi, gadget, qualche volta libri, cd, souvenir, e così via. Spesso è solo la dimensione del contenitore a definirne il contenuto! In alcuni casi ci sono le geocache tematiche, ossia gli oggetti in essa contenuti dovrebbero seguire un tema indicato dal creatore nella pagina della cache. Il vero valore del geocaching risiede in verità nel ritrovamento della geocache, e non in quello che fisicamente vi si trova. Tuttavia talvolta le cache possono contenere un oggetto di maggiore valore o interesse, che viene in genere incluso come "premio" per il "FTF", ossia il "First To Find", colui che trova la scatola per primo.
Alcuni oggetti, detti Trackable, hanno un ruolo particolare: si tratta di oggetti numerati, di proprietà di un geocacher, che viaggiano di cache in cache, e i cui spostamenti devono essere riportati sul sito web. I Trackable più classici e famosi sono il Travel Bug (il "primo" nato) e il Geocoin. I Trackable hanno in genere uno scopo (ad esempio, deve raggiungere New York, essere fotografato insieme con un lama, visitare uno più paesi o luoghi precisi, ecc. ecc.), stabilito dal suo proprietario, e ogni partecipante al gioco dovrebbe adoperarsi, per quanto possibile, per cercare di fargli completare tale missione. La seconda missione dei Trackable in genere è comunque quella di cambiare posizione più possibile: infatti a ogni spostamento viene conteggiato il numero di chilometri percorsi, così che è sempre possibile conoscere la distanza complessiva percorsa dall'oggetto.
Quando una cache viene rubata o distrutta, si dice che è stato "vandalizzata" o gergalmente "muggled". Infatti coloro che non praticano il geocaching vengono gergalmente chiamati babbani (in inglese, "geo-muggles" o solo "muggles"), un termine preso a prestito dalla serie di Harry Potter. Quando un utente scopre che una cache è stata rubata, spostata o vandalizzata, può riportare nella pagina della cache che viene richiesta manutenzione: in questo caso colui che l'ha nascosta viene avvertito via email, e può decidere se disattivarla, ripararla o sostituirla.

## I luoghi
I criteri con cui vengono nascoste le geocache sono lasciati sempre alla libertà e alla fantasia di coloro che le nascondono. Tuttavia vengono in genere poste in luoghi di un certo interesse turistico, naturalistico o storico, talvolta nei posti più impensati: ad esempio, in Italia ve ne sono sul Lungo Po a Torino, al Colosseo a Roma, nei pressi della Normale di Pisa, al Castello Sforzesco di Milano, al Teatro Massimo di Palermo oppure tra le campagne del Chianti o nell'isola di Capri. Più comunemente, vengono poste nei pressi di luoghi poco turistici ma ugualmente meritevoli di una visita, come vecchie abbazie, chiesette di campagna, rovine di antichi castelli: una filosofia di fondo del gioco, infatti, è quella di offrire ai geocacher la possibilità di visitare luoghi di minore rilevanza turistica, ma ugualmente caratteristici, sovente conosciuti soltanto dai residenti. Turismo e geocaching infatti si coniugano perfettamente, tanto da essersi creato un vero e proprio turismo parallelo guidato dal geocaching: prima di partire, è semplice stilare una lista di cache che possono essere rinvenute nei dintorni della propria meta, da visitare una volta giunti sul posto.

## Codice di comportamento

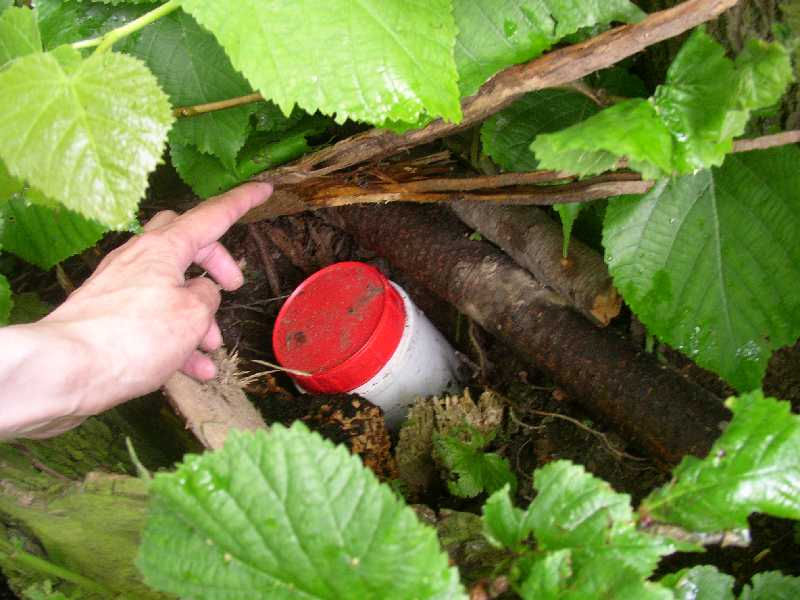
Una cache nascosta in un bosco

Il geocaching è un gioco con delle regole più o meno esplicite che evitano di creare pericoli per i partecipanti, per l'ambiente, per animali o altre persone. Per questo motivo è un gioco che può essere (ed è ampiamente) praticato da famiglie con bambini.
Nelle regole, che devono essere esplicitamente approvate prima di registrarsi a uno dei siti web di geocaching, viene sempre fatto presente che i "babbani" si sentono un po' impauriti da attività che coinvolgano segretezza, scatole nascoste, tecnologie che ricordano i film di spionaggio. Pertanto si cerca sempre di fare ben presente questa caratteristica a coloro che decidono di dedicarsi a questo gioco: ad esempio, viene sempre esplicitamente ricordato che i tesori non vanno mai nascosti in luoghi che possono creare allarme, pericolo, o essere scambiati per oggetti pericolosi, né in luoghi che possono essere danneggiati in caso di forte incremento antropico (ad esempio, siti archeologici o particolari oasi naturali). Negli Stati Uniti, dove il gioco è molto diffuso, vi sono stati casi in cui alcuni geocacher sono stati fermati dalle forze dell'ordine in quanto sospettati di essere terroristi nell'atto di costruire bombe artigianali o piazzare esplosivo sotto a ponti. In un caso, poi, una cache è stata "visitata" da una squadra di artificieri convinta di avere a che fare con una bomba.
In Italia è capitato ad alcune persone di venire fermate per accertamenti dalle forze dell'ordine, per fortuna senza conseguenze, a differenza di altri paesi europei (come la Svizzera) dove qualche giocatore ha avuto la sfortuna di passare alcune notti in cella. Un altro avvenimento degno di nota è l'episodio avvenuto a Padova, dove una geocache è stato scambiata per una bomba e fatta brillare dagli artificieri.

## Tipologie di cache

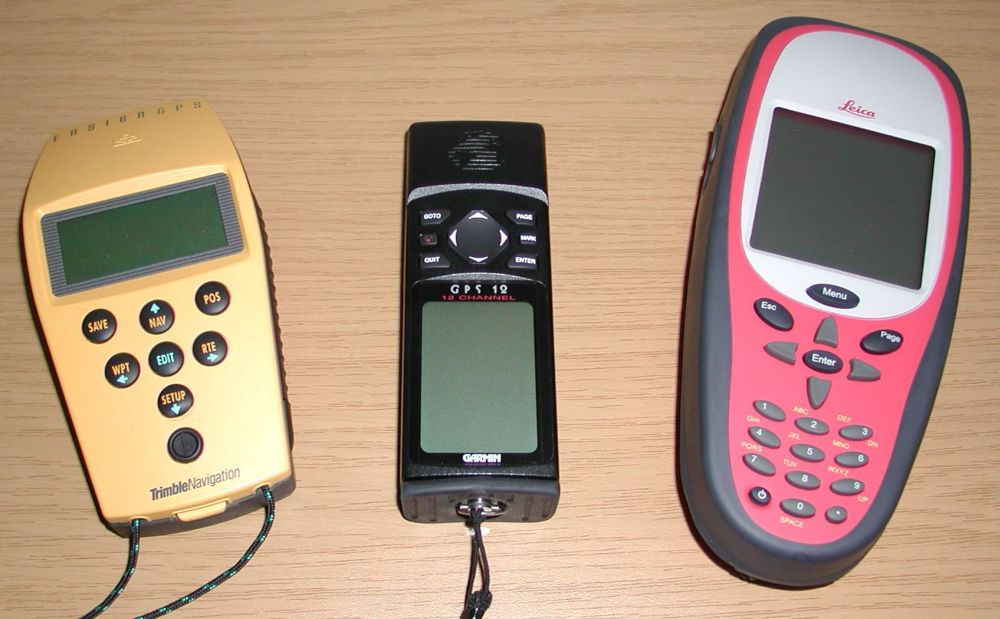
Ricevitori GPS per geocaching

Per rendere il gioco più interessante, sono stati proposti diversi tipi di cache. Attualmente quelli più diffusi sono:
- Tradizionale: la classica e più diffusa geocache, solitamente caratterizzata da una scatola impermeabile che, a seconda della dimensione, contiene un logbook e vari oggetti. Le coordinate indicate sulla pagina sono quelle dove è nascosta la cache.
- Multi-cache: una specie di caccia al tesoro all'interno del geocaching. Le coordinate fornite sulla pagina web della cache corrispondono a uno o più indizi che consentono di raggiungere altre coordinate o un altro luogo, dove è possibile trovare o la cache finale oppure altri indizi... sino a raggiungere il luogo finale dove è nascosta una cache tradizionale. Gli indizi possono essere di tipo fisico, ossia una cache che contiene al suo interno le informazioni per lo step successivo o per il punto finale, oppure di tipo virtuale, dove gli indizi vengono acquisiti dall'ambiente circostante (spesso tramite semplici operazioni matematiche). In diversi casi sono stati utilizzati questi tipi di cache per creare itinerari turistici all'interno di una città, di un borgo o di aree ristrette.
- Mistery/Puzzle: È il tipo di cache 'jolly', da utilizzare quando, ad esempio, per trovare il contenitore finale è necessario risolvere un quiz, un rompicapo o cercare informazioni in rete. Appartengono a questa categoria le "Challenge cache", ossia cache che possono essere loggate solo dopo aver dimostrato di avere completato una specifica prova (tipo trovare un determinato numero di cache in una specifica area, ecc.).
- Event Cache: le coordinate sono accompagnate da una data e da un orario. A quell'ora e in quel posto, i geocacher interessati si riuniscono per una ricerca collettiva. Quando l'Event Cache conta un numero di partecipanti uguale o superiore ai 500 si ha un "Mega-Event Cache". Dal 2014 è stato introdotto anche il "Giga-Event Cache", un evento di grosse proporzioni, che si svolge solitamente in più giorni e attira geocacher da tutto il mondo; un evento ottiene lo status di "Giga" quando raggiunge almeno i 5000 partecipanti[4].
- CITO Event Cache: anche in questo caso le coordinate della cache sono accompagnate da una data e da un orario. Le caches CITO prevedono però, oltre alla consueta ricerca, la rimozione dei rifiuti nella zona circostante la cache: l'acronimo CITO sta infatti per "Cache In Trash Out".
- Earthcache: un tipo molto particolare di cache dapprima introdotto negli Stati Uniti con la sponsorizzazione dell'Associazione Americana per la Geologia, poi diffuso nel resto del mondo. Non esiste alcun contenitore, ma le coordinate corrispondono ad un luogo caratterizzato da qualche particolarità geologica e/o legato all'ambiente e/o a reperti fossili. Si considera trovato quando si raggiunge il luogo e se ne fornisce la prova richiesta dal creatore della cache, rispondendo alle domande che egli ha posto nella descrizione della cache. L'idea alla base degli EarthCache è che la visita al luogo indicato dal cache dovrebbe avere uno scopo "educativo".
- Wherigo Cache: è l'ultimo nato nella famiglia delle cache, in parallelo con il nuovo gioco Wherigo. Le coordinate del listing portano al punto di partenza dove, tramite un GPS (o un palmare con GPS) in grado di eseguire una "cartuccia Wherigo", si comincia a seguire le indicazioni date da tale cartuccia per arrivare alla meta.
- Letterbox Cache: un incrocio tra il geocaching e un altro gioco diffuso negli Stati Uniti, il letterboxing. La cache, in questo caso, può essere trovata combinando l'uso del GPS e delle coordinate con degli indizi o delle indicazioni. La particolarità è che all'interno della cache, oltre al logbook, deve essere presente un timbro, che i giocatori usano per timbrare il loro diario di viaggio personale (caratteristica tipica del letterboxing).
- Project A.P.E Cache: un tipo di cache molto particolare, creato nel 2001 per pubblicizzare il film Il Pianeta delle Scimmie. Furono piazzate soltanto 14 cache, contenenti alcuni degli oggetti di scena del film come "premio" per chi riusciva a trovarle. A oggi, soltanto due cache sono ancora attive, una in Brasile, una nello stato di Washington, USA: per questo motivo sono il tipo di cache più raro e più ricercato dai giocatori.
- Lab Adventure: in questo caso non è richiesta la presenza di una cache fisica, e il gioco si svolge lungo un percorso di lunghezza arbitraria, composto da 5 "stazioni", in ognuna delle quali bisogna risolvere un enigma per poter procedere alla successiva e completare così l'Adventure Lab.

Da qualche tempo non sono più accettate le richieste per la creazione di:
- Cache Virtuale: le coordinate della pagina della cache portano a un luogo dove non si trova alcun contenitore. Solitamente per poter dichiarare di aver "trovato" questa tipologia di cache è necessario seguire le indicazioni del proprietario; solitamente consiste nell'allegare una foto con il proprio GPS o nell'inviare una email rispondendo a una domanda che è pertinente al luogo dove ci si trova.
- Webcam Cache: anche in questo caso non esiste alcun contenitore. Le coordinate della pagina della cache portano all'interno di un'area coperta da una webcam. È possibile dichiarare di aver "trovato" la cache solo dopo aver pubblicato sul sito una propria foto scattata tramite quella webcam. L'immagine, ovviamente, può essere presa da qualcun altro con cui si è d'accordo (ma nulla vieta di portare con sé un portatile e prelevarla tramite un collegamento wireless a internet).
- Locationless Cache (altrimenti detti "reverse cache", ossia "cache al contrario"): non è presente alcun contenitore, ma semplicemente la descrizione di un oggetto o di una caratteristica da trovare. Per poter dichiarare di aver "trovato" questo cache è necessario pubblicare una foto dell'oggetto (o dell'informazione richiesta) insieme a sé stessi e al GPS e fornire le coordinate del punto. Un esempio di questo tipo di cache è la ricerca di un ponte mobile, di una costruzione a base ottagonale o di murales, ecc. ecc.

Dall'inizio del 2006 è stato creato un "gioco" parallelo chiamato waymarking, con lo scopo di sostituire il ruolo occupato dai "Locationless", "Virtual" e "Webcam" cache.

## Opencaching
Il concetto di "opencaching" è nato per cercare di "staccare" questa attività dalla società (Groundspeak) che gestisce il sito più diffuso, ossia www.geocaching.com. Il presupposto alla base è che il gioco dovrebbe essere completamente gratuito. I siti di opencaching infatti permettono a chiunque di giocare gratuitamente senza account speciali a pagamento o contenuti visualizzabili solo a pagamento. Inoltre non esiste la figura del "reviewer" (o "revisore") che verifica la conformità delle geocache con delle "Regole" e/o "Linee Guida" prima che venga pubblicata.
- Opencaching.de Geocaching in Deutschland, Österreich und der Schweiz è un'iniziativa tedesca. È un sito di geocaching completamente gratuito, dove chiunque può pubblicare cache senza dover sottostare alle linee guida di Groundspeak: la "qualità" delle cache è garantita dalla correttezza delle persone che partecipano al gioco. Il sito ha anche una versione in italiano Geocaching con Opencaching.
- Opencaching.com era un sito di geocaching completamente gratuito e senza contenuti a pagamento. Le cache venivano approvate dalla comunità, che ne valutavano solo la correttezza della formulazione. Erano presenti le cache tradizionali, multicache, puzzle e virtuali. Il sito era stato creato dalla Garmin, ma non era necessario possedere un navigatore Garmin per giocare. Un'applicazione gratuita era disponibile per Android e IPhone. Il servizio si è poi rivelato un fallimento ed è stato disattivato il 14 agosto 2015.

## Altri siti di geocaching
- TerraCaching - The Quality Geocaching Community è un sito molto simile a geocaching.com, con la differenza che si propone di porre cache di qualità "controllata", è molto meno diffuso rispetto al primo.